# Le Centaure (1932)
Le Centaure (Q169) – francuski oceaniczny okręt podwodny z okresu międzywojennego i II wojny światowej, jedna z 31 jednostek typu Redoutable. Okręt został zwodowany 14 października 1932 roku w stoczni Arsenal de Brest w Breście, a do służby w Marine nationale wszedł w styczniu 1935 roku. Podczas wojny jednostka pełniła służbę na Morzu Śródziemnym i Atlantyku, a od zawarcia zawieszenia broni między Francją a Niemcami znajdowała się pod kontrolą rządu Vichy. Po lądowaniu Aliantów w Afryce Północnej „Le Centaure” wszedł w skład marynarki Wolnych Francuzów. W czerwcu 1952 roku został sprzedany na złom.

## Projekt i budowa
„Le Centaure” zamówiony został na podstawie programu rozbudowy floty francuskiej z lat 1928/1929. Projekt (o sygnaturze M6 ) był ulepszeniem pierwszych powojennych francuskich oceanicznych okrętów podwodnych – typu Requin. Poprawie uległa krytykowana w poprzednim typie zbyt mała prędkość osiągana na powierzchni oraz manewrowość. Okręty typu Redoutable miały duży zasięg i silne uzbrojenie; wadą była ciasnota wnętrza, która powodowała trudności w dostępie do zapasów prowiantu i amunicji. Konstruktorem okrętów był inż. Jean-Jacques Roquebert. „Le Centaure” należał do 2. serii jednostek, które otrzymały silniki Diesla o większej mocy, dzięki czemu osiągały one na powierzchni prędkość 19 węzłów .
„Le Centaure” zbudowany został w Arsenale w Breście . Stępkę okrętu położono 11 sierpnia 1930 roku , a zwodowany został 14 października 1932 roku.

## Dane taktyczno–techniczne
„Le Centaure” był dużym, oceanicznym okrętem podwodnym o konstrukcji dwukadłubowej. Długość całkowita wynosiła 92,3 metra (92 metry między pionami), szerokość 8,2 metra i zanurzenie 4,7 metra. Wyporność standardowa w położeniu nawodnym wynosiła 1384 tony (normalna 1570 ton), a w zanurzeniu 2084 tony. Okręt napędzany był na powierzchni przez dwa silniki wysokoprężne Schneider o łącznej mocy 7200 KM. Napęd podwodny zapewniały dwa silniki elektryczne o łącznej mocy 2000 KM. Dwuśrubowy układ napędowy pozwalał osiągnąć prędkość 19 węzłów na powierzchni i 10 węzłów w zanurzeniu . Zasięg wynosił 10 000 Mm przy prędkości 10 węzłów w położeniu nawodnym (lub 4000 Mm przy prędkości 17 węzłów) oraz 100 Mm przy prędkości 5 węzłów w zanurzeniu. Zbiorniki paliwa mieściły 95 ton oleju napędowego . Dopuszczalna głębokość zanurzenia wynosiła 80 metrów, a czas zanurzenia 45-50 sekund. Autonomiczność okrętu wynosiła 30 dób .
Okręt wyposażony był w siedem wyrzutni torped kalibru 550 mm: cztery na dziobie i jeden potrójny zewnętrzny aparat torpedowy. Prócz tego za kioskiem znajdował się jeden podwójny dwukalibrowy (550 lub 400 mm) aparat torpedowy . Na pokładzie było miejsce na 13 torped, w tym 11 kalibru 550 mm i dwie kalibru 400 mm . Uzbrojenie artyleryjskie stanowiło działo pokładowe kalibru 100 mm M1925 L/45 oraz zdwojone stanowisko wielkokalibrowych karabinów maszynowych Hotchkiss kalibru 13,2 mm L/76 . Jednostka wyposażona też była w hydrofony .
Załoga okrętu składała się z 4 oficerów oraz 57 podoficerów i marynarzy.

## Służba
„Le Centaure” został przyjęty do służby w Marine nationale 1 stycznia 1935 roku . Jednostka otrzymała numer burtowy Q169 . W momencie wybuchu II wojny światowej okręt pełnił służbę na Atlantyku, wchodząc w skład 4. dywizjonu okrętów podwodnych w Casablance (wraz z siostrzanymi jednostkami „Argo”, „Henri Poincaré” i „Pascal”) . Dowódcą okrętu był w tym okresie kmdr ppor. M.J.B. Ricquebourg . 22 września 1939 roku „Le Centaure” wraz z „Argo” wyszły na patrol na wody Wysp Kanaryjskich . Na przełomie października i listopada przez sektory patrolowane przez „Le Centaure” i „Argo” przedarł się niemiecki parowiec „Togo” (5042 BRT), który 25 października wyszedł z Duali i dotarł do Hamburga 23 listopada . 27 października 1939 roku okręt eskortowany przez niszczyciel „Vauquelin” wyszedł z Casablanki, docierając trzy dni później do Brestu .
29 maja 1940 roku „Le Centaure” w eskorcie awiza „Commandant Bory” opuścił Brest i po pokonaniu Cieśniny Gibraltarskiej 1 czerwca dotarł do Bizerty . W czerwcu 1940 roku okręt był jednostką flagową 4. dywizjonu okrętów podwodnych w Bizercie, a jego dowódcą był nadal kmdr ppor. M.J.B. Ricquebourg . 10 czerwca, po wypowiedzeniu wojny przez Włochy jednostka opuściła bazę, udając się na patrol . 22 czerwca, w dniu zawarcia zawieszenia broni między Francją a Niemcami, „Le Centaure” znajdował się w morzu . W listopadzie 1940 roku „Le Centaure” znajdował się w Tulonie w składzie 2. grupy okrętów podwodnych (wraz z „Argo”, „Achéron” i „Redoutable”), gdzie został rozbrojony .
Po lądowaniu Aliantów w Afryce Północnej, w styczniu 1943 roku „Le Centaure” wszedł w skład marynarki Wolnych Francuzów . W latach 1943–1944 okręt poddano modernizacji, w wyniku której zamiast zdwojonych wkm kal. 13,2 mm zamontowano dwa pojedyncze działka przeciwlotnicze Oerlikon kal. 20 mm, zainstalowano radary oraz sonar . Remontu dokonano w USA, w stoczni Philadelphia Naval Shipyard w Filadelfii . Po zakończonym remoncie, via Azory jednostka 23 lutego 1945 roku dotarła do Casablanki . W 1945 roku numer burtowy jednostki zmieniono na S04 .
Jednostka została sprzedana w celu złomowania 19 czerwca 1952 roku, po 17 latach eksploatacji .